# Friedrich Christian Reinermann
Friedrich Christian Reinermann (* 5. Oktober 1764 in Wetzlar; † 7. Februar 1835 in Frankfurt am Main) war ein in Wetzlar tätiger deutscher Landschaftsmaler, Radierer und Professor an der Städelschule.

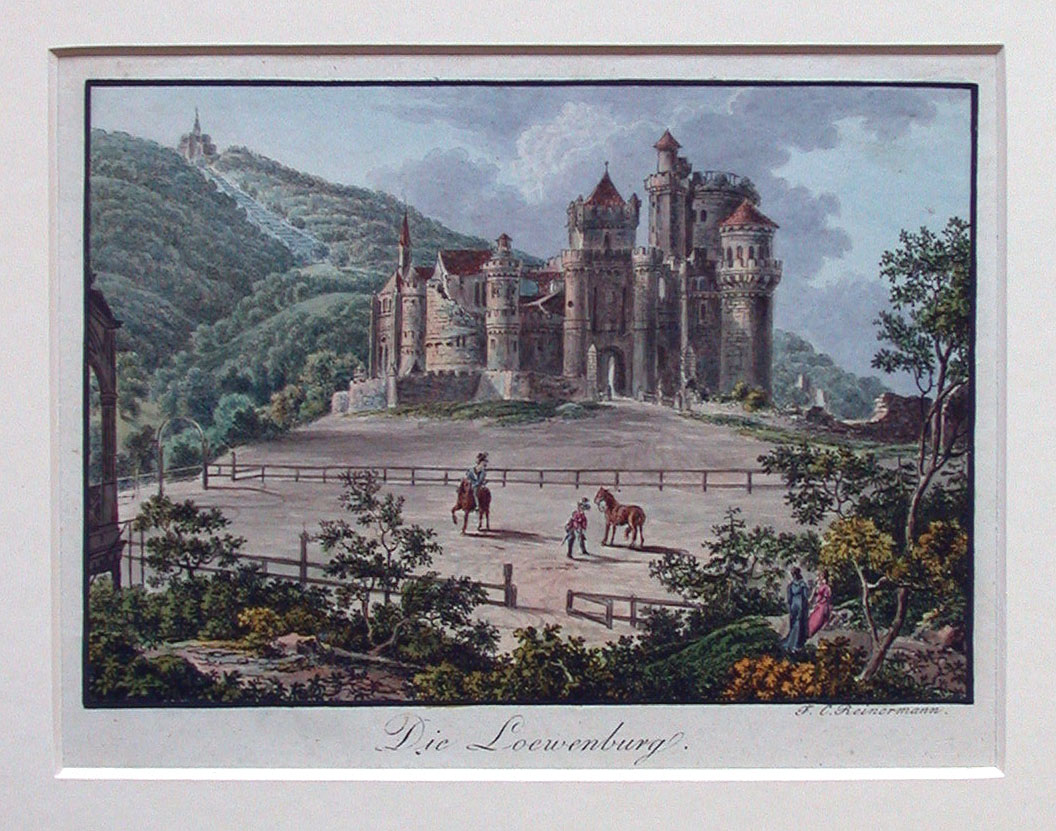
Friedrich Christian Reinermann: Ansicht der Löwenburg im Schlosspark Wilhelmshöhe in Kassel; Stahlstich um 1800

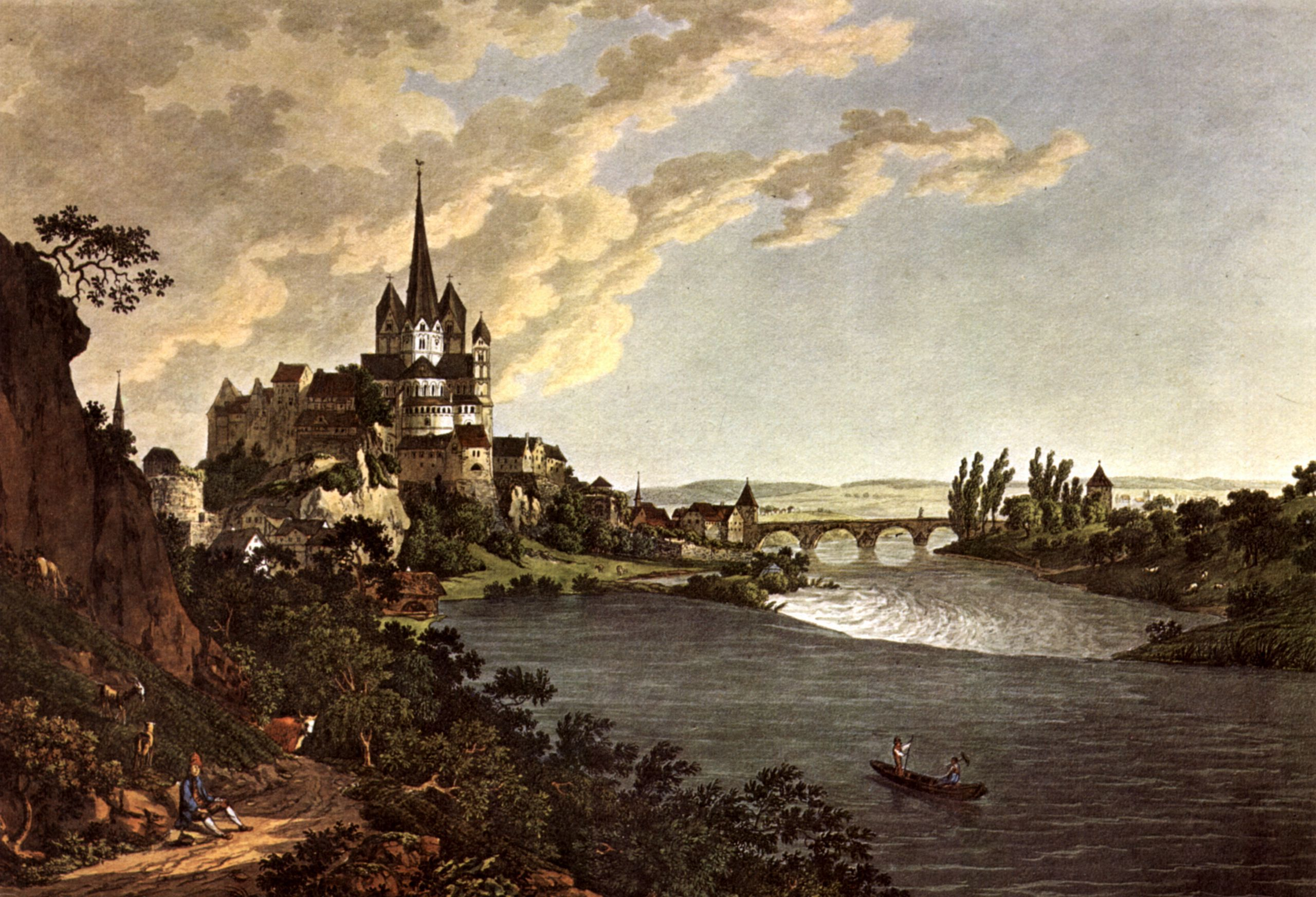
Friedrich Christian Reinermann: Limburg an der Lahn; um 1815

## Biographie
Reinermann wurde am 5. Oktober 1764 als Sohn des Johann Ludwig Reinermann (1725–1809) und der Anna Elisabeth geborene Diegel (1726–1796) aus Kassel in Wetzlar geboren. Sein Vater war Kirchendiener und Glöckner der reformierten Gemeinde in Wetzlar, im Hauptberuf Posamentierer. Der Name der Familie Reinermann wird schon zu Beginn des 18. Jahrhunderts in den Wetzlarer Kirchenbüchern erwähnt.
Reinermann wuchs zusammen mit zwei Brüdern und zwei Schwestern in Wetzlar auf. Seinen ersten Malunterricht erhielt er bei dem Wetzlarer Porträtmaler Cramer und ging dann als Schüler zu dem Frankfurter Maler, Kupferstecher und Tapetenfabrikanten Johann Andreas Benjamin Nothnagel (1729–1804). Anschließend arbeitete er als Tapetenmaler in Wetzlar. 1786 wurde er als „Zimmermaler“ im Weilburger Schloss angestellt. Es folgte 1789 ein Studienaufenthalt in Kassel, wo er in der Gemäldegalerie Kopien alter Meister fertigte.
Im Jahr 1789 reiste er nach Italien und verbrachte einige Monate in Rom, wo er Schüler von Louis Ducros (1747–1810) war. 1790 heiratete er Margarethe Helene (geborene Waldschmidt) aus Wetzlar. Von 1793 bis 1803 war er im Auftrag des Basler Verlegers und Kupferstechers Christian von Mechel in Basel tätig. Reinermann spezialisierte sich dort auf Aquatintaradierungen, großformatige Blätter, die im Sepiaton gedruckt wurden. Einige dieser Blätter nahm Goethe in seine private Graphiksammlung auf.
Von 1803 bis 1811 lebte Reinermann in Frankfurt am Main. Dort heiratete er 1804 in zweiter Ehe Anna Margarethe (geborene Hollerbach, 1781–1855), eine Malerin von Blumen- und Früchteaquarellen. Das Paar hatte einen Sohn Johann Philipp Reinermann (1812–1882), der Zeichner und Restaurator wurde. Um den Kriegswirren zu entgehen, lebte die Familie Reinermann 1811 bis 1818 in Wetzlar und bewohnte ein Haus in der Pariser Gasse. 1812 ernannte ihn der Landesherr Karl Theodor von Dalberg zum "Professor der bildenden Künste". 1818 erhielt Reinermann eine Anstellung als Lehrer an der Kunstschule in Frankfurt am Main. Im selben Jahr überreichte Friedrich Wilhelm III. von Preußen Reinermann in Anerkennung seiner Kunstfertigkeit eine Ehrengabe.
Am 7. Februar 1835 starb Reinermann in Frankfurt.

## Ausstellungen
- 2015/2016: Friedrich Christian Reinermnn, Stadt- und Industriemuseum Wetzlar, Wetzlar.[3] Katalog.

## Werke
Er schuf zahlreiche Ölgemälde, Radierungen, Zeichnungen, Aquarelle und Aquatinta-Stiche, meist Landschaften, besonders aus dem Lahn- und Rheintal, aber auch aus der Schweiz und Italien.
- Das bekannteste Werk ist die Serie von 18 stimmungsvollen Aquatinta-Stichen Ansichten der Lahn vom Ursprung des Flusses bis zur Mündung.
- 24 Ansichten von Ems und Umgebung